# Psilocybe mexicana
Psilocybe mexicana, llamada en México «pajarito» es el nombre científico de una de las especies de hongos psilocibios en las que Albert Hoffman aisló por primera vez los componentes activos psilocibina y psilocina, en 1958. 
Es conocido por sus características psicotrópicas, siendo usados tradicionalmente de manera ritual en América del norte desde hace al menos 2.000 años. Era conocida dentro de la cultura azteca bajo el nombre de teonanácatl — palabra formada a partir del náhuatl teó(ti) (dios) y nanácatl (seta u hongo)— lo que sería traducible como «seta de dios», si bien en algunas ocasiones se interpreta como «carne de los dioses».
Los principios activos de mayor importancia (psilocibina y psilocina) representan en torno al 0,003% del hongo en su estado natural y sobre un 0,3% del mismo una vez secado.

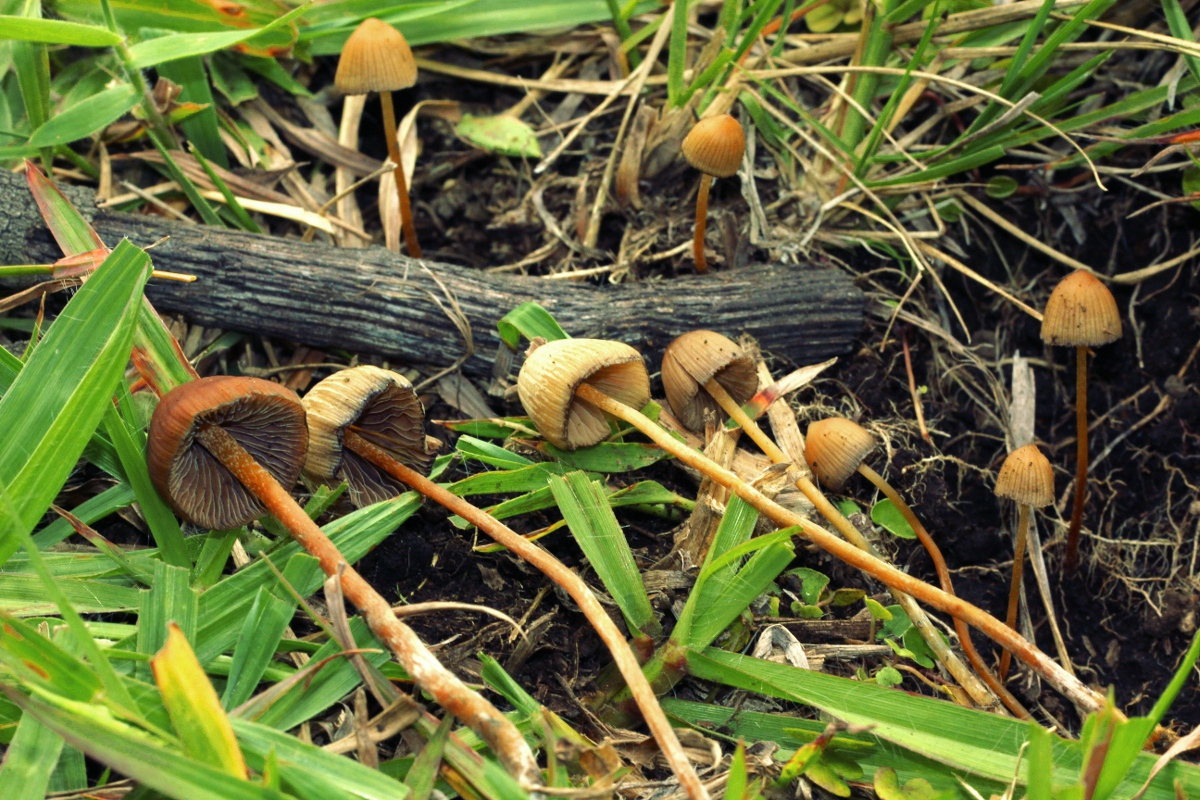
Psilocybe mexicana

## Descripción
- Sombrero: (0.5) 1 - 2 (3) cm de diámetro, cónica a  campanulada o subumbonado, a menudo con un ligero  papila, secado de un color más claro,  glabrescentes, incluso estriada en el margen, ocre al color paja marrón o beige para la edad, a veces azulado o con tonos verdosos, fácilmente vuelve azul cuando se lesionó.
- Láminas:  adnado o adnexed, gris a púrpura-marrón con bordes blanquecinos.
- Esporas impresión: El lado oscuro púrpura-marrón
- Pie: 4 - 10 (12.5) cm de altura x 1 - 2 (3) mm de espesor, igual, color hueca, paja a marrón o marrón rojizo, cada vez más oscuro, donde resultaron heridas,  anillo ausente.
- Olor: farináceo
- Sabor: farináceo
- Características microscópicas: Las esporas 8 a 12 x 5 a 8 micrómetros. Ovoide y suave. Cheilocystidios 13 a 34 m, fusoid-ampullaceous a sublageniform, a veces con un cuello de horquilla. Pleurocystidios sublageniform o ausente.

Al igual que algunas otras especies de pastizales como Psilocybe semilanceata, Psilocybe tampanensis y Conocybe cyanopus, Psilocybe mexicana formulario podrá esclerocios, una forma inactiva del organismo, lo que le da una cierta protección contra los incendios forestales y otras catástrofes naturales.

## Distribución y hábitat
Psilocybe mexicana se encuentra solitaria o en pequeños grupos entre musgos a lo largo de caminos y senderos, prados húmedos o campos de maíz, en particular en las áreas de hierba que bordean los bosques. Comunes en elevaciones entre 300–550 metros y rara vez en elevaciones más bajas. Son conocidas solo en México, Costa Rica y Guatemala. La fructificación tiene lugar de mayo a octubre.

## Cultivo y consumo
Al igual que otros hongos de psilocibina en el género Psilocybe mexicana ha sido consumida por los pueblos indígenas de América del Norte y América Central por sus efectos enteogénicos.
En el mundo occidental, los esclerocios de Psilocybine mexicana a veces se cultivan para uso enteogénico. Los esclerocios tienen un menor contenido de sustancias activas que los propios hongos reales.

## Taxonomía
Psilocybe mexicana fue descrito en 1957 por Roger Jean Heim en Revue Mycologique (París), 22: 77.

### Etimología
Psilocybe: nombre genérico griego que significa «pelón» o «calvo» (formado a partir de psilos, «desnudo», «calvo»; y cybe, «cabeza»), en referencia a la delgada piel que se suelta del píleo
mexicana: epíteto geográfico

### Sinónimos
- Psilocybe subacutipilea Guzmán, Saldarr., Pineda, G. García & L.-F. Velázquez

## Imágenes

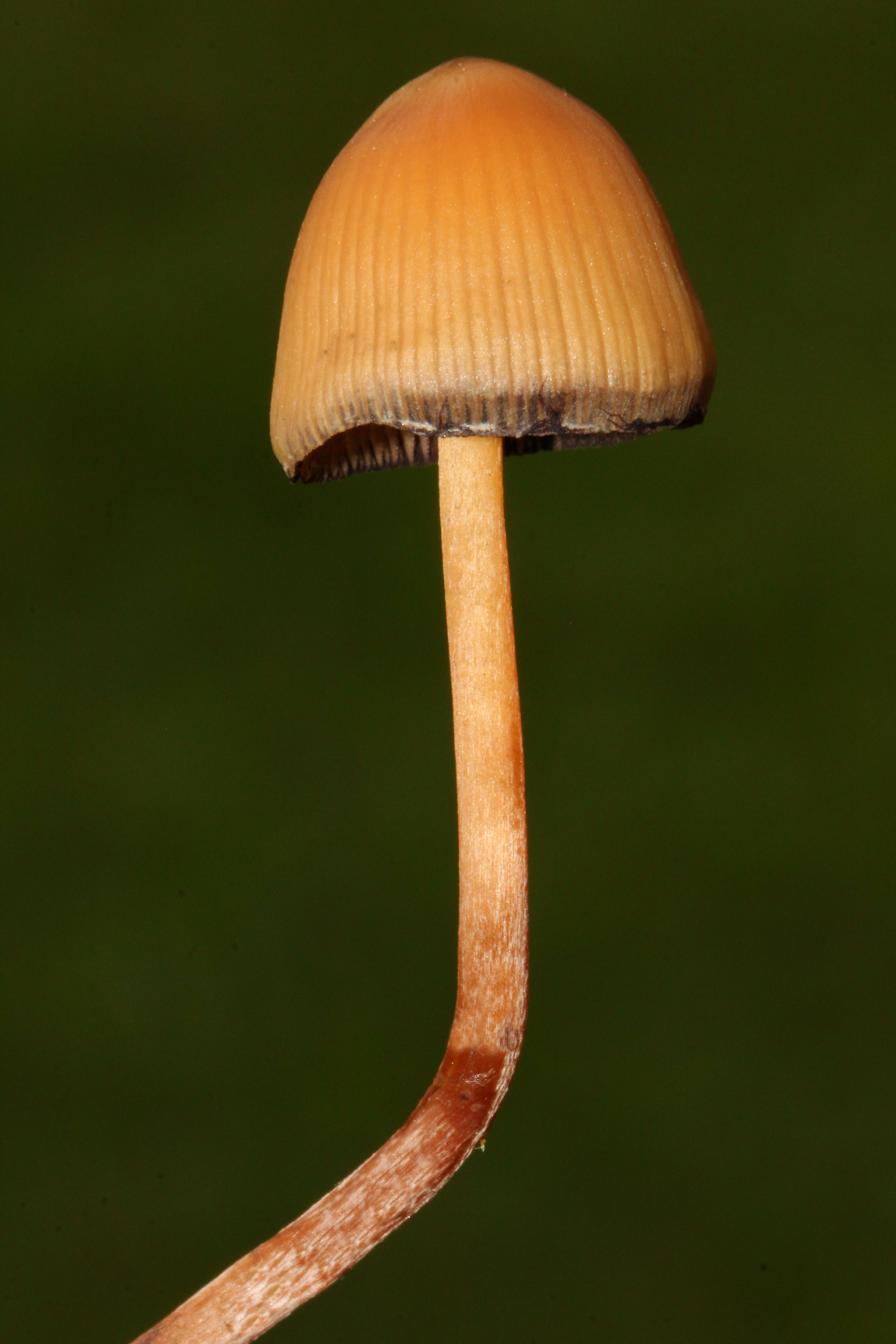
Psilocybe mexicana de Jalisco, México
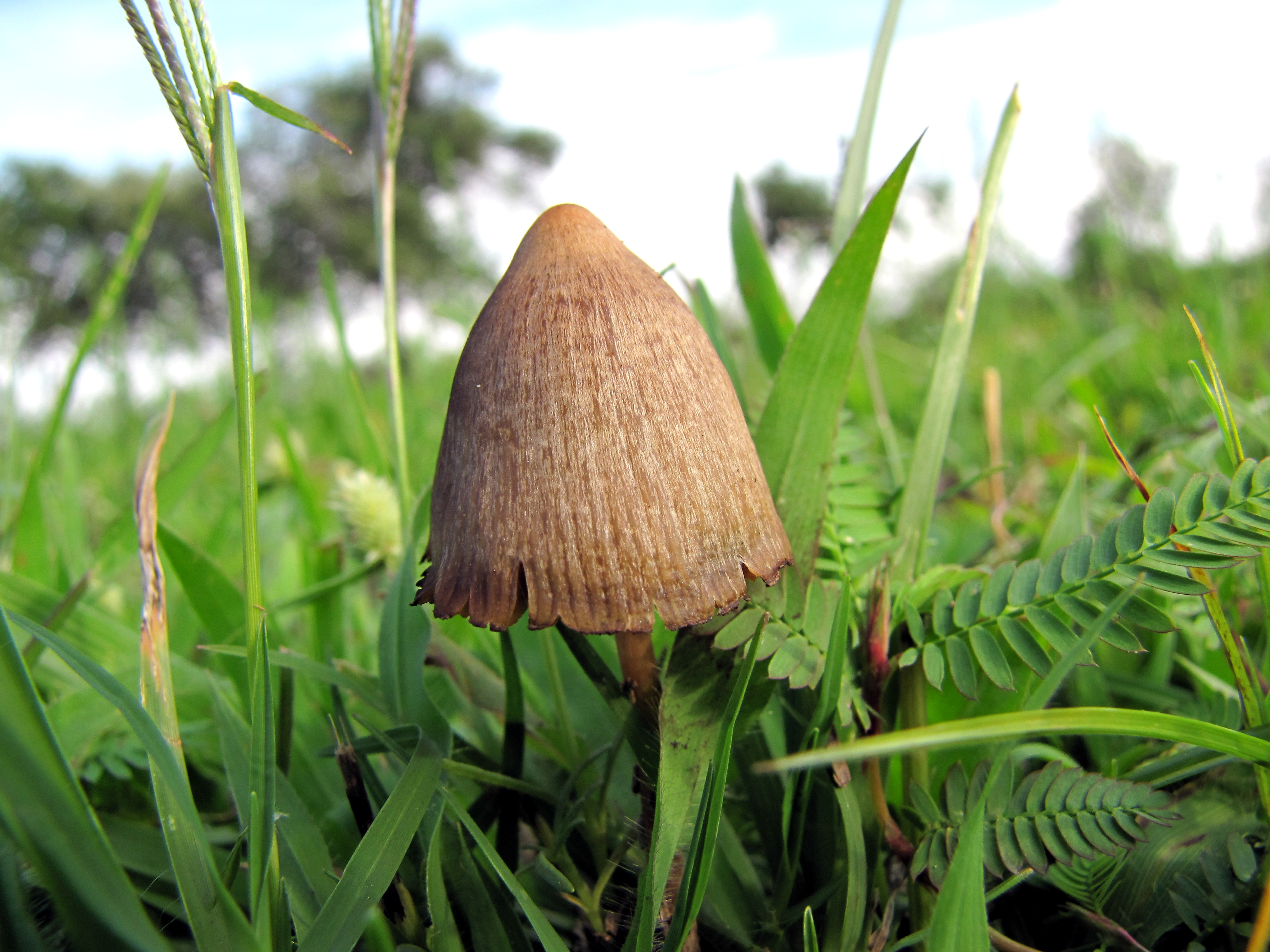
Psilocybe mexicana de Jalisco, México
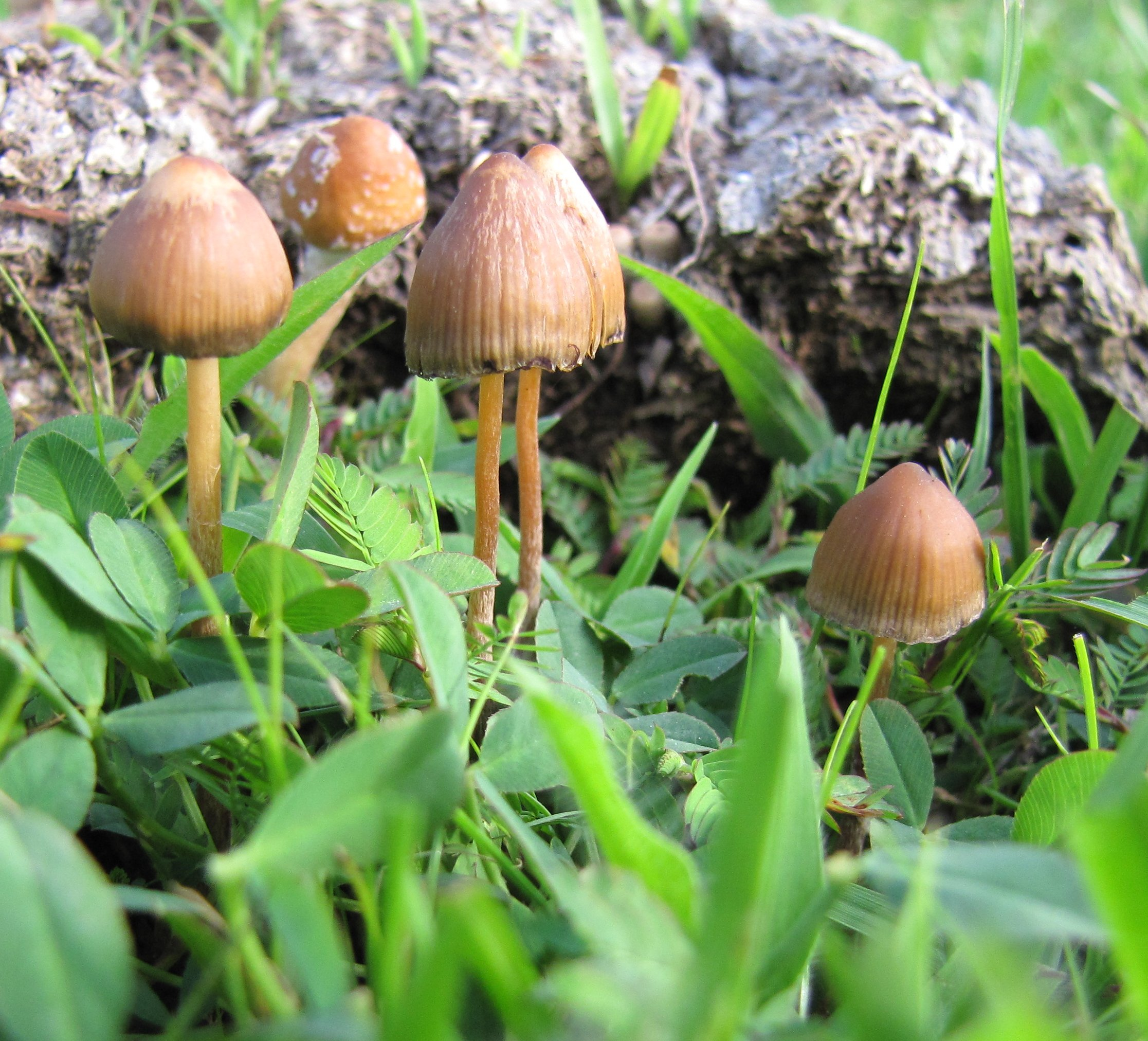
Psilocybe mexicana de Jalisco, México
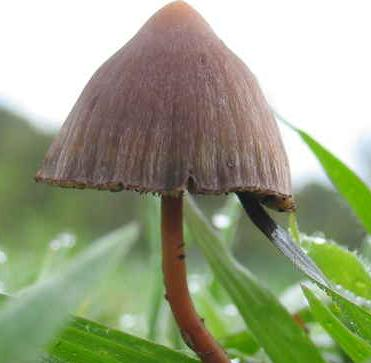
Psilocybe mexicana dibujo
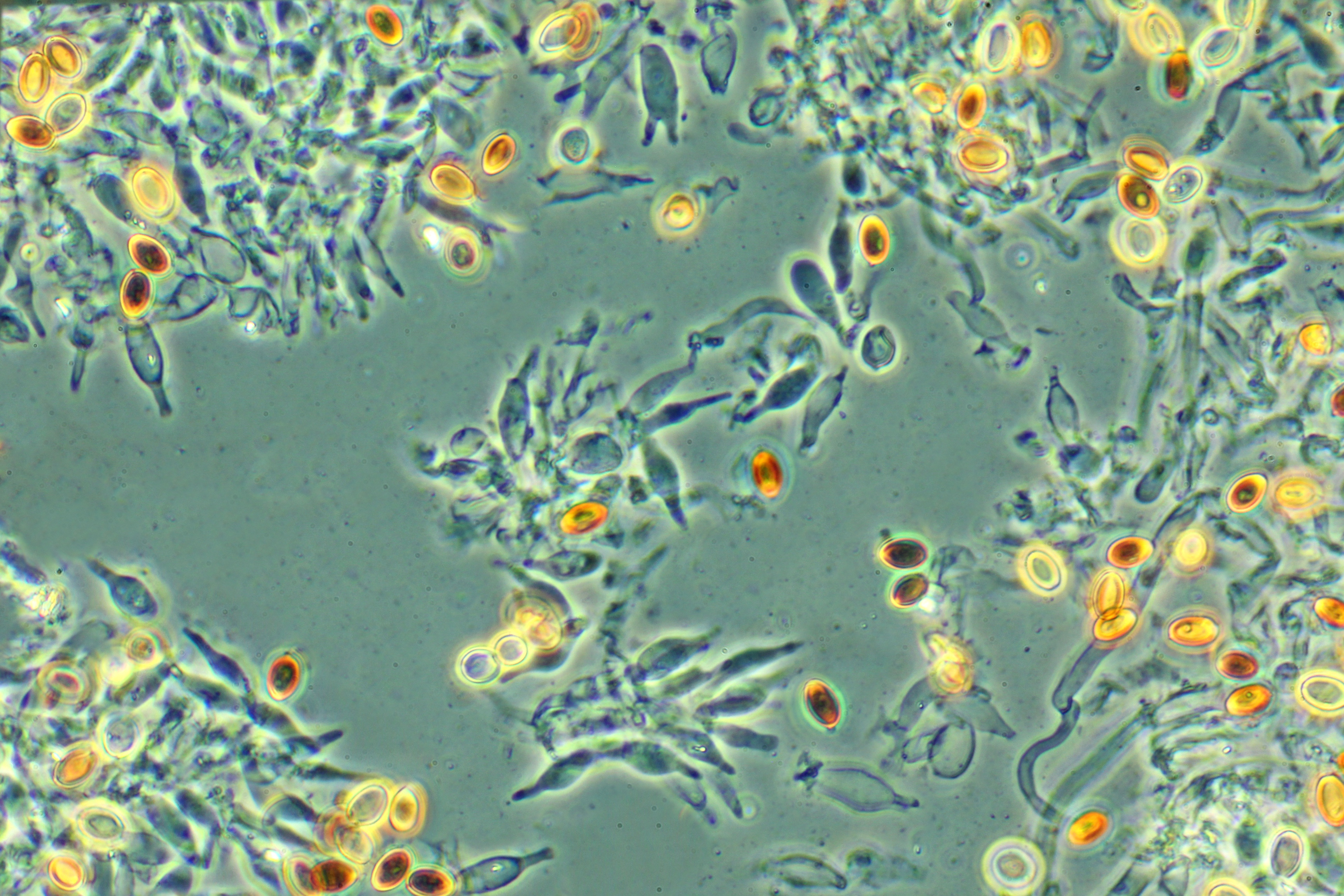
Psilocybe mexicana cheilocystidia 400x